# Nová Ves (Veľký Krtíš)
Nová Ves (ungarisch Kisújfalu oder Kürtösújfalu) ist eine Gemeinde im Süden der Slowakei mit 466 Einwohnern (Stand 31. Dezember 2024). Sie gehört zum Okres Veľký Krtíš, einem Kreis des Banskobystrický kraj.

## Geographie

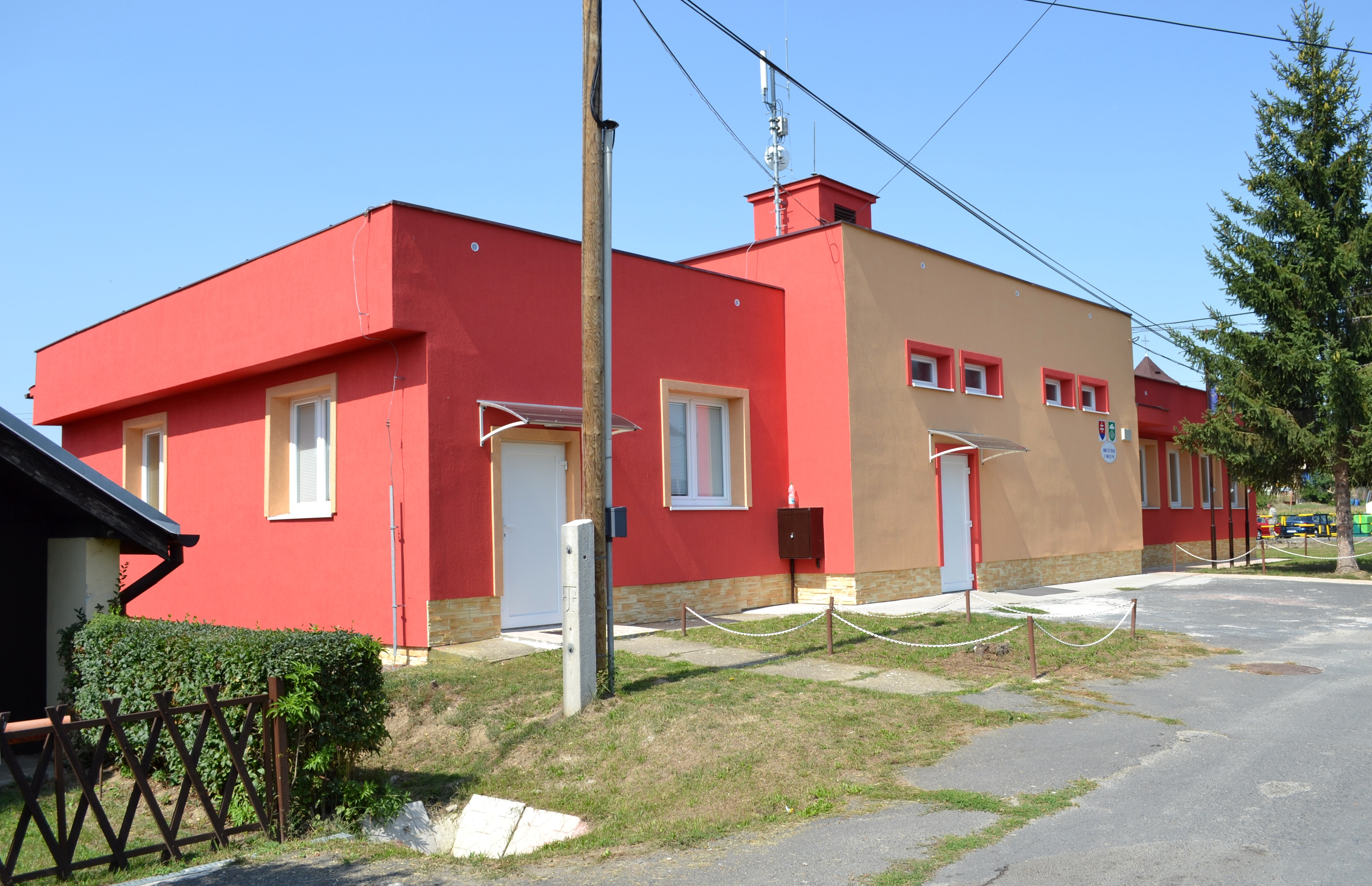
Gemeindeamt von Nová Ves

Die Gemeinde befindet sich im Ostteil des Talkessels Ipeľská kotlina, einem Teil der größeren Einheit Juhoslovenská kotlina, im Tal des Flüsschens Krtíš. Das Ortszentrum liegt auf einer Höhe von 165 m n.m. und ist fünf Kilometer von Veľký Krtíš entfernt.
Nachbargemeinden sind Malý Krtíš im Norden, Olováry im Osten, Sklabiná im Süden und Obeckov im Westen.

## Geschichte

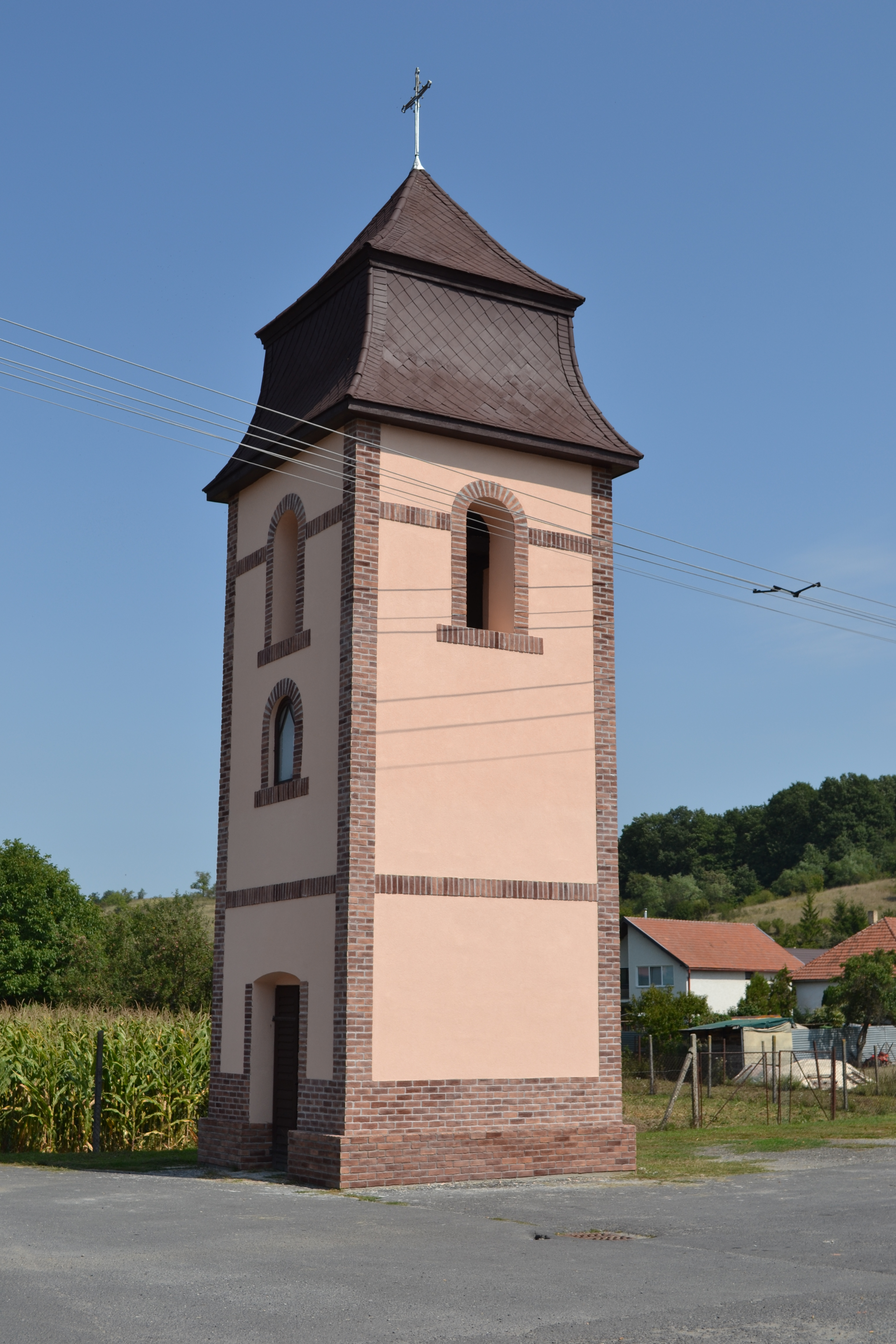
Glockenturm

Nová Ves wurde zum ersten Mal 1473 als Wyfalw schriftlich erwähnt, bestand aber schon im 14. Jahrhundert. Nach der Gründung gehörte das Dorf zum Herrschaftsgebiet der Burg Blauenstein. Zwischen 1554 und 1593 stand der Ort unter türkischer Besetzung und wurde schließlich durch die Kriegswirren in der ersten Hälfte des 17. Jahrhunderts zerstört und erst im frühen 18. Jahrhundert wieder errichtet. Bis 1848 war der Ort zwischen den Herrschaften der Burgen Blauenstein und Divín geteilt. 1828 zählte man 53 Häuser und 439 Einwohner, die als Landwirte und Winzer beschäftigt waren.
Bis 1918/1919 gehörte der im Komitat Neograd liegende Ort zum Königreich Ungarn und kam danach zur Tschechoslowakei beziehungsweise heute Slowakei.

## Bevölkerung
| Jahr                | 1994 | 2004    | 2014     | 2024     |
| ------------------- | ---- | ------- | -------- | -------- |
| Anzahl der Personen | 354  | 366     | 412      | 466      |
| Unterschied         |      | +3,38 % | +12,56 % | +13,10 % |

| Jahr                | 2023 | 2024    |
| ------------------- | ---- | ------- |
| Anzahl der Personen | 441  | 466     |
| Unterschied         |      | +5,66 % |

Gemäß der Volkszählung 2011 wohnten in Nová Ves 401 Einwohner, davon 391 Slowaken, sechs Tschechen und zwei Magyaren. Zwei Einwohner machten keine Angabe zur Ethnie.
298 Einwohner bekannten sich zur römisch-katholischen Kirche, 24 Einwohner zur Evangelischen Kirche A. B., sieben Einwohner zur reformierten Kirche, jeweils vier Einwohner zur evangelisch-methodistischen Kirche und zur griechisch-katholischen Kirche und ein Einwohner zur Bahai-Religion. 53 Einwohner waren konfessionslos und bei 10 Einwohnern wurde die Konfession nicht ermittelt.

## Bauwerke
- Glockenturm